# 大野川 (松本市)

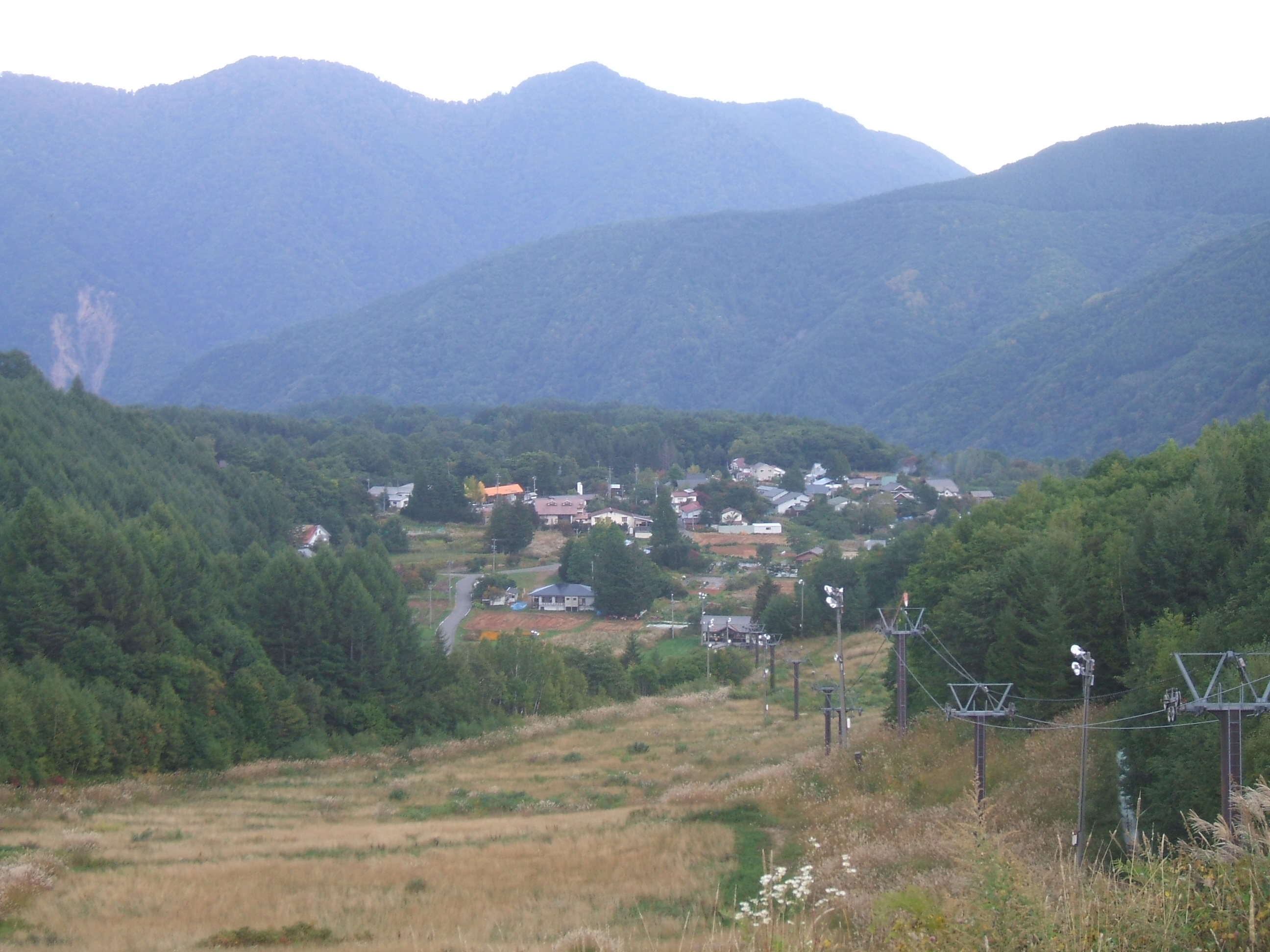
大野川集落の1つの遠望

大野川（おおのがわ）は、長野県松本市安曇の集落の1つであり、1874年（明治7年）に安曇村が発足した際には、その構成4か村の1つであった。観光に依拠する地域としての性格が強い。明治初年までは集落が1か所に密集していたが、明治に入ると分散が始まり、1950年代までに分散が進んだ。さらに、1970～80年代にペンションなどが各地にできた。このため、集落は乗鞍高原一帯に散っている。

## 概要
安曇地区は、梓川が松本盆地に流れ出る手前から、山奥までの広範な地域で、いくつもの北アルプスの巨峰や上高地・乗鞍高原を含む。大野川は、そのうち乗鞍高原を中心とした地域であり、地区名としては、1973年に「沢渡」・「白骨」が独立、1981年に「上高地」が独立、1989年に「鈴蘭」が独立した。
1960年代中頃に都会の暑さを避けて大学受験勉強をする学生を受け入れる民宿が成立、これが転化して、夏のスポーツ・冬のスキーをする学生を迎える民宿が増えた。さらにスキーブームも重なり、都会などから移住してペンションを経営する動きが平成冒頭のバブル崩壊まで続いた。スキー場が上流域だったこともあり、この民宿・ペンションの増加で、大野川の居住範囲の広域化が進んだ。この過程で、観光に依拠する地域としての性格を強めた。

### 宿泊施設など

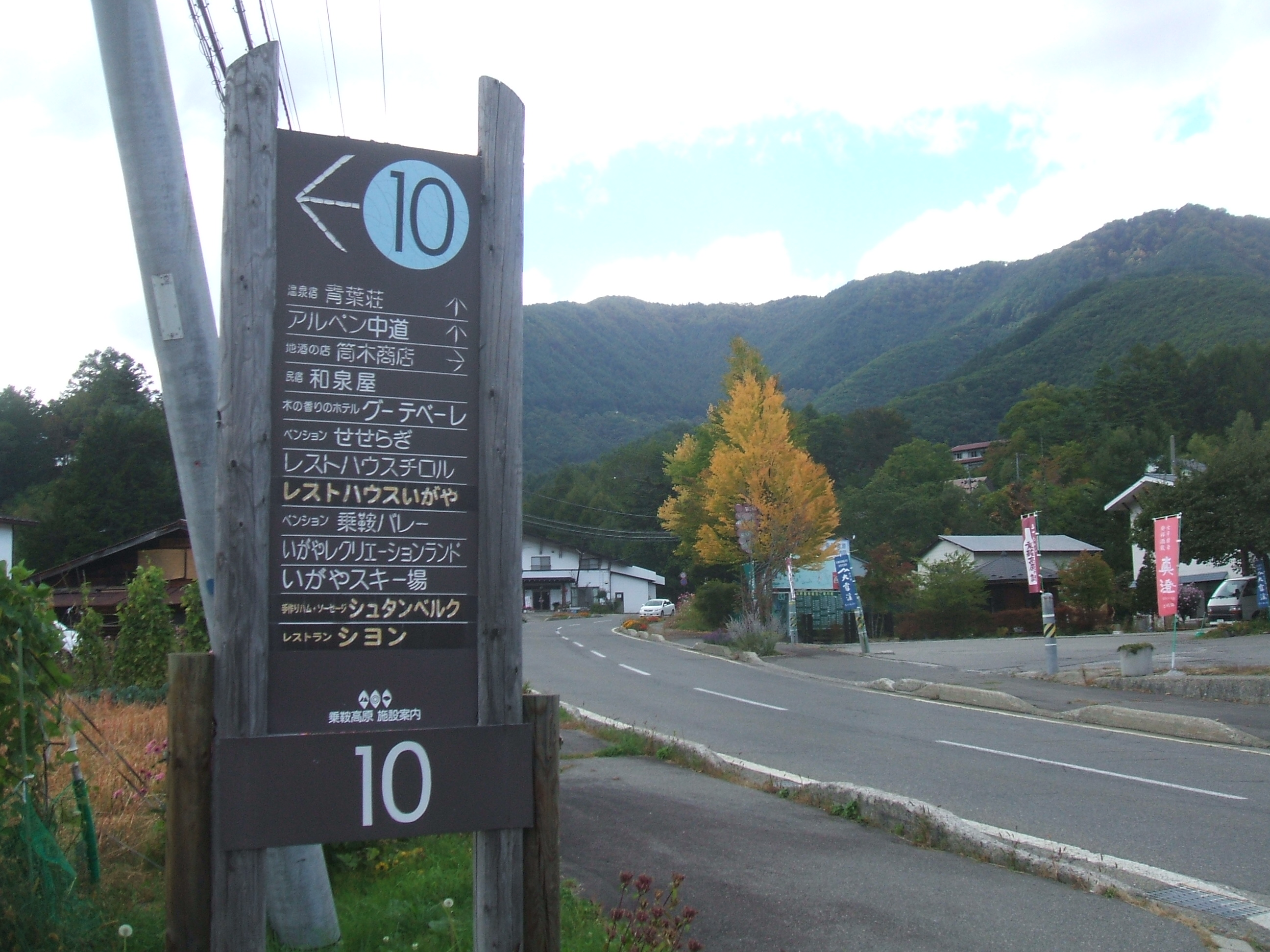
宿泊施設などを明示するための道路脇標識

民宿・ペンション・旅館・ホテル・プチホテル・山小屋などの宿泊施設はたくさんある。温泉を引湯しているものが多い。「乗鞍高原観光案内所」で、予約・問合せに応じている。乗鞍高原温泉ユースホステル・休暇村乗鞍高原もある。
蕎麦店・喫茶店を始め、食事ができる施設も多い。ただし、夏季限定の施設もある。「湯けむり館」という日帰り入浴専用施設が、乗鞍観光センターの近くにある。日帰り入浴ができる宿泊施設もある。

## 歴史

### 大野川集落
1981年以降、大野川は、乗鞍高原一帯の行政区域の名称である。しかし、この区域には下流側から県道沿いに、大野川、中平、宮ノ原、番所、千石平、楢ノ木、鈴蘭の7つの集落が存在し、その1つの集落名でもある。しかし、かつては、この大野川集落とこれに隣する中平だけに家屋が密集していた。ここを親村と言い、離れた平坦地で農作をする家族は、季節的な出作をしたので、営農時期には出作小屋で生活し、冬にだけ集落に戻っていた。白骨温泉で宿を営む家族も、客のいない冬には集落に戻った。このように2つの家を持つ家族が多かった。小中学校もこの地区にあった（1955年（昭和30年）に中学校が、1956年に小学校が、宮ノ原地区に校舎を新築・移転した）。冬季の日照が豊かで相対的に暖かかったこと、寒風の乗鞍颪を避けられたこと、生活に都合のよい湧水があったことなどが、この要因であった。明治になると親村を離れる家ができ、とくに戦後10年間が多く、出作をしなくなり農耕地の近くに定住するなどにより、家屋の分散が進んだ。
大野川親村には、上村（わむら）と下村（したむら）があった。県道は、この下村を分断する位置に造られた。下村は無人になり、今では廃屋や屋敷跡が見られるだけである。
親村（大野川・中平）の戸数は、明治20年大野川64戸・中平40戸、大正10年大野川38戸・中平28戸、昭和10年大野川28戸・中平25戸、昭和44年大野川16戸・中平12戸、昭和52年大野川5戸・中平9戸と推移し、平成9年には大野川1戸・中平13戸であった。また、明治初年以降に、親村から番所・鈴蘭などへ移転した戸数は、明治元年～10年3戸、明治11年～20年1戸、明治21年～30年4戸、明治31年～44年11戸、大正元年～10年6戸、大正11年～昭和5年14戸、昭和6年～20年4戸、昭和21年～30年25戸、昭和31年～44年3戸であった。
- 親村（下村）の廃屋
- 親村を通っていた鎌倉街道
- 傾斜地なので、宅地を造るには石垣を組んだ

### 鎌倉街道
前川の流れと直交して、東（鎌倉方）は祠峠に向かい、西（富山方面）は檜峠に向かう鎌倉街道が通っていた。この鎌倉街道は、大野川親村を通っていた。
鎌倉街道は、稲核－入山－角ヶ平－神祠峠－大野川－白骨－中の湯－安房峠－平湯－蒲田から、高原川沿いに越中東街道を北に向かっていた。このうち、入山から白骨が大野川に近いが、ここでは梓川沿いを避けて山中に入っていた。このルートを取ったのは、梓川のＶ字型渓谷には道を作れなかったことと、人家・集落を縫って道を作ったからであった。登り降りの苦労はあっても、山の鞍部のなだらかな中腹を通る道は、大雨による土砂崩れで道がいたむことも少なかったことがある。
白骨への道も、祠峠と檜峠を越える道をたどっていた。梓川沿いに前川渡まで道が開いて祠峠がやみ、のち、沢渡から湯川を登るようになったことで、檜峠越えを使わないようになった。檜峠道が栄えたころには、峠の南面には農家が点在し、桑畑なども見られた。峠の頂上には休泊所もあり、牛馬もそこで休んだ。
大野川を横断する旧鎌倉街道は、1969年の奈川渡ダム完成までは、生活道路として活用されていた。奈川渡ダム完成により、旧鎌倉街道はダムに分断され、奈川側（祠峠）では進入路を断たれてしまった。大野川から祠峠・檜峠へと歩くと、旧鎌倉街道沿いに家々があった。1970年に大野川から檜峠に向かう旧鎌倉街道沿いにある「くろんぶら」という場所を訪ねると、頑丈な造りの家々としばらく前まで耕作されていた畑がかなりあったように記憶すると、1970年ころに大学生として大野川をよく訪れ、地元の子ども達と古道を調べめぐったという服部英雄氏は書いている。
道路事情についての下記年表を見ると、1911年の前川橋を架け替えと、1917年の里道飛騨街道大改修工事は、いずれもこの旧鎌倉街道の整備事業であったことが知れる。一方、1929年には、1966年からの奈川渡以遠の道路付替工事で廃され水没した旧国道158号に相当する道路が整備されて、大野川へは前川渡経由で自動車で進入できるようになった。旧鎌倉街道は、1917年から1929年の間に、大野川へのメインルートではなくなった。

### 大樋銀山
大樋銀山と呼ばれた鉱山があった。産出したのは主に鉛であったが、鉛に混じってわずかに銀が出たので、価値の高い銀を鉱山の名称にしたと考えられる。鉛は、当時の新兵器鉄砲に欠かせない軍需物資だった。1695年（元禄8年）の地元文書には、人足312人・牛212疋がいたと記録されている。
『信府統記』には、「鉱山ハ大野川山ヨリ西北道法一里余、此鉛山先城主ノ時ヨリ在リ来リテ、始レル時節分明ナラズ、当家ニ至リテモ忠清公ヨリ忠職公迄ノ間繁昌シテ、諸国ヨリ金掘其外商人モ入込ミ、町屋モ余程アリテ其絵図今ニ残レリ、忠直公ノ時モ少シハ盛リケレドモ次第ニ衰ヘ、三十年バカリ以来鉛曽テ出ザル」とある。これには「始レル時節分明ナラズ」とあるが、武田氏が天正年間（1573年～1592年）しばらく松本地方を領有したときにこの鉱山を発見・採掘したとの伝承が残る。なお、『信府統記』は1724年（享保9年）12月の完成、水野忠清の藩主在位は1642年～1647年、水野忠職は1647年～1668年、水野忠直は1668年～1713年である。
1707年（宝永4年）の富士山宝永大噴火に伴う大地震により、鉱山が壊滅し、多数の負傷者が出たとの稗史がある。しかし、これは『信府統記』の記述に符合しない。

### 道路事情の変化
前川渡経由で大野川まで自動車が乗り入れられるようになったのは、1929年（昭和4年）であった。さらに、鈴蘭までの村道ができたのは、1940年（昭和15年）である。この道路は幅員4.5ｍであった。
1958年には、三本滝から乗鞍岳までの道路建設が着工し、工事は陸上自衛隊が行い、5年後に完成した。1964年には、畳平まで、長野県側からのバス運転が始まった。このバス運行開始に依らずとも、徒歩による登山はもちろん盛んに行われていた。
1969年に、ダム工事による付替道路工事が完成した。それまでの道路は低い場所を通っていたので、旧前川渡橋とともにダムに水没した。
『安曇村誌』から、少し詳細にわたるが、山奥の大野川における道路事情として興味深いので、記事・年表の趣旨を転記する。
- 1724年（享保9年） - この年に編纂が完成した『信府統記』は、松本から高山に至る飛騨道として本道と山道を記述している。山道は、松本－橋場－稲核－入山－角ヶ平－祠峠－大野川－安房峠を経る、旧鎌倉街道筋に当たるもので、ここを通した越中との交通交易が多かった[12]
- 1790年（寛政2年） - 幕府の街道政策として、飛騨から外に出る街道で重複すると見られた14の筋が廃され、その1つに野麦街道と重複するとされた前項の飛騨道があった。明治維新まで続く[13]
- 1849年（嘉永2年） - 大野川村の役人が、松本藩の許可なしに檜峠道の改修を実施し、藩庁の咎めを受ける[14]
- 1865年（慶応元年） - 上高地に入るために牛が通れる道として、島々背後の風窪を登り、しっぺい沢の峰を通る道が開通。それまでは島々谷川渓谷を通っていたので、洪水による不通事故に見舞われることが多かった。このことから、この時代には、上高地に入るための道は、奈川渡・前川渡を通っていたわけはないことが知れる[15]
- 1878年（明治11年） - 飛騨街道のうち、熊ノ沢－広河原－砥畑入口－砥畑岩場－砥畑上橋－小日向橋－小日向坂－水久保（水窪）－前川橋－黒洞頭（くろんぶら）－根木ノ沢上尾根－白骨－セバ谷－障子ヶ瀬－安房峠 の改修工事をした[16][17][18]
- 1911年（明治44年） - 前川橋を架け替える[16]
- 1917年（大正6年） - 里道飛騨街道（奈川渡－大野川－白骨－安房峠）の大改修工事を着工する[16]
- 1929年（昭和4年） - 大野川まで自動車が入る、中の湯まで乗合バスが入る[16]（この時期からは、旧鎌倉街道筋を通らず、梓川沿いルートになる）
- 1940年（昭和15年） - 大野川－鈴蘭間に幅員4.5ｍの村道が開通[16]
- 1951年（昭和26年） - 鈴蘭までバスが乗り入れる[16]
- 1958年（昭和33年） - 三本滝－乗鞍岳頂上間の道路建設に着工。1963年に完成[16]
- 1964年（昭和39年） - 林道乗鞍岳線が県道に編入され、長野県側からのバス運行が始まる[16]
- 1966年（昭和41年） - ダム建設による水没に伴う奈川渡以遠の付け替え工事（国道158号・長野県道84号乗鞍岳線）に着工する。1969年完成[16]

## 人口
- 2012年1月1日の人口は現地区町会別に次の通りであった。大野川の世帯数227、人口517、鈴蘭の世帯数88、人口224、白骨の世帯数45、人口78、沢渡の世帯数42、人口75、上高地の世帯数22、人口24[19]。
- 近世における人口推移は、1728年（享保13年）461、1806年（文化3年）373、1865年（慶応元年）449[20]。
- 近世・近代における世帯数推移は、1651年（慶安4年）14、1713年（正徳3年）45、1728年（享保13年）91[21]、1855年（安政2年）93、1868年（明治元年）96、1901年（明治34年）102、1935年（昭和10年）231[22]。
- 現代における人口推移は、1968年（昭和43年）950、1975年大野川761、白骨60、沢渡129、1990年（平成2年）大野川677、鈴蘭279、白骨96、沢渡84、上高地48[2]。

## 遺跡
- 旧石器時代の遺跡の特徴や近隣の遺跡分布などを見ると、乗鞍高原にその遺跡があっても不思議ではないのだが、今のところ発見がない[23]。
- 縄文時代の遺跡として、「宮ノ原遺跡」「学校敷地遺跡」「番所（番所原）遺跡」「馬ノ背遺跡」「位沢遺跡」「楢ノ木坂遺跡」「鈴蘭小屋遺跡」が報告されている[24]。
- 弥生時代は稲作と金属器を柱にした文化だったので、稲作のできない安曇地区には続く古墳時代も含めて遺跡がない[25]
- 平安時代の遺跡として、「宮ノ原」「位沢遺跡」「楢ノ木坂遺跡」「鈴蘭小屋遺跡」が報告されている。遺跡のあり方から、交易路の中継基地だったことが推測される[26]。

## 教育
- 松本市立大野川小学校
- 松本市立大野川中学校

## 公共交通機関
- アルピコ交通上高地線新島々駅より、観光センター前（乗鞍高原）行きの路線バスがある。所要時間約40分（旧集落）～50分（観光センター・鈴蘭）。

## 観光スポット・温泉

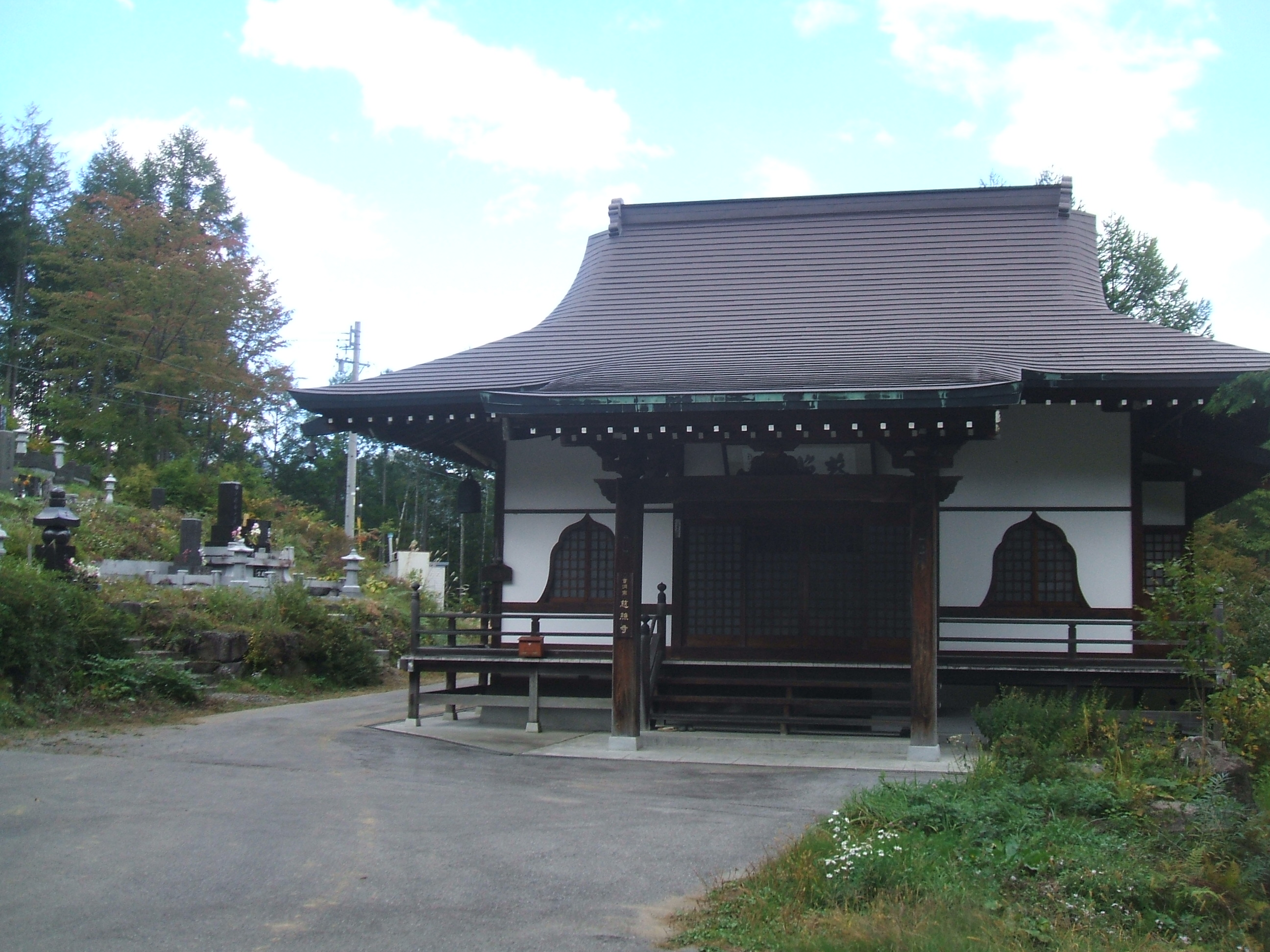
大野川唯一の寺である慈照寺（番所）

- 乗鞍高原
  - いがやレクリエーションランド（夏季）
  - 一ノ瀬園地
  - Mt.乗鞍スキー場
  - 乗鞍高原いがやスキー場
- 白骨温泉
  - 白骨温泉花火大会（8月8日）
- 沢渡温泉
- のりくら温泉郷
  - のりくら温泉（乗鞍高原温泉）